# Paul Bildt
Paul Hermann Bildt (Berlino, 19 maggio 1885 – Berlino Ovest, 13 marzo 1957) è stato un attore tedesco.

## Filmografia parziale
- Habanera (La Habanera), regia di Detlef Sierck (1937)
- Madame Bovary, regia di Gerhard Lamprecht (1937)
- Sherlock Holmes (Der Mann, der Sherlock Holmes war), regia di Karl Hartl (1937)
- Il romanzo di una donna (Der Schritt vom Wege), regia di Gustaf Gründgens (1939)
- Operazione walkiria (Der 20. Juli), regia di Falk Harnack (1955)